# Euthalia anyte
Euthalia anyte är en fjärilsart som beskrevs av William Chapman Hewitson 1862. Euthalia anyte ingår i släktet Euthalia och familjen praktfjärilar. Inga underarter finns listade i Catalogue of Life.